# كليمنت كونغور
كليمنت كونغور (بالإنجليزية: Clement Conger)‏ هو أمين متحف أمريكي، ولد في 15 أكتوبر 1912 في هاريسونبورغ في الولايات المتحدة، وتوفي في 11 يناير 2004 في دلراي بيتش في الولايات المتحدة.